# Karel Vindevogel
Carolus (Karel) Vindevogel (Gent, 22 mei 1875 – Zwijnaarde, 5 augustus 1952) was bronsgieter.
Vindevogel werd vereerd met de Gouden Palmen in de Kroonorde.

## Bronsgieterij Vindevogel
Karel Vindevogel was de stichter van de bekende bronsgieterij Vindevogel in Zwijnaarde in de toenmalige Koning Albertstraat (nu Tussen Beken), waar later ook zijn twee zonen werkten.

## Familie
Hij ligt begraven op het plaatselijke kerkhof Zwijnaarde, tezamen met zijn oudste zoon, Achiel, die ook werkzaam was in de bronskunstgieterij.
De jongste zoon Geo Vindevogel, beeldhouwer en keramist, groeide eveneens op in Zwijnaarde. Ook een kleindochter trad in de voetsporen van haar vader als keramiste.